# National Coalition for Sexual Freedom

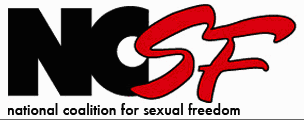
Logo der NCSF

Die National Coalition for Sexual Freedom (NCSF – Nationale Koalition für sexuelle Freiheit) ist ein 1997 gegründeter Interessensverband, der sich mit politischem Lobbyismus für und öffentlicher Aufklärung über BDSM beschäftigt. Mit mehr als 50 Mitgliedsorganisationen und über 100 unterstützenden Organisationen repräsentiert die NCSF Tausende einvernehmlich in alternativen Lebensstilen lebende Erwachsene und ist die einzige Organisation in den USA, deren erklärte Zielsetzung die Steigerung der Toleranz gegenüber, die Aufklärung über und ein Ende der Diskriminierung alternativer Lebensentwürfe ist. Sitz der Organisation ist Baltimore, Spenden an den Verein sind steuerlich absetzbar (Gemeinnutz des Vereins).
Eine ähnliche Organisation, die Sexual Freedom Coalition ist in Großbritannien beheimatet.

## Zielsetzung
Mission Statement: Die Nationale Koalition für Sexuelle Freiheit ist eine nationale Organisation die sich für die Schaffung eines politischen, gesetzlichen und sozialen Umfelds in den Vereinigten Staaten einsetzt, das die Gleichbehandlung einvernehmlicher Erwachsener fördert, die eine alternative Form der Sexualität ausleben. Die NCSF ist dabei vor allen anderen auf die Rechte einvernehmlicher Erwachsener aus der BDSM-, Fetisch- und Lederszene, die Swinger und die Gruppe der polyamor lebenden Menschen fokussiert, die oft wegen ihrer sexuellen Neigung diskriminiert werden.
Die NCSF ist damit die einzige nationale Gruppe in den USA, die das politische, gesetzliche und soziale Klima für diejenigen ändern will, die in den Subkulturen des BDSM, der Swinger und der Polyamory leben.

## Programme der NCSF
Vier der sechs NCSF-Programme begannen bereits mit der Gründung 1997, heute ist die Organisation in verschiedenen Bereichen tätig:

### Das Medienprojekt
Das Medienprojekt der NCSF bietet Tonaufnahmen und Taktiken für jeden an, der mit öffentlichen Medien zu tun hat. Die Sprecherin der Organisation, Susan Wright veranstaltet regelmäßig Medientrainings und führt über 60 Interviews pro Jahr, um die mediale Abdeckung der Fragen alternativer Sexualität zu sichern.

### Medien Updates
NCSF Medien Updates sind ein von Keith Richie geschaffenes Programm, das Artikel über BDSM, Swingen und Polyamory gestaltet und Redaktionen zur Verfügung stellt, sowie die Kontaktinformationen für Leserbriefe bereithält, um die zukünftige Darstellung in den Medien zu beeinflussen.

### Reaktionsteam für Zwischenfälle
Das Reaktionsteam für Zwischenfälle wird jedes Jahr von über 500 Einzelpersonen, Gruppen, Anwälte und Unternehmen um Hilfe bei Anzeigen oder Diskriminierung gebeten. Darunter waren unter anderen auch der International Mr. Leather und Unternehmen wie Kink.com, die von der jahrelangen Erfahrung im Kampf gegen religiös oder politisch motivierten Extremisten und der Zusammenarbeit der NCSF mit lokalen Behörden profitierten.

### Juristisches Programm
Das juristische Programm wird von Anwälten unterstützt, die ihre Zeit kostenlos (pro bono) zur Verfügung stellen, um die jeweilig aktuelle Gesetzeslage zu klären und Gerichte bei der Entscheidungsfindung zu beeinflussen, sie werden insbesondere bei Anklagen wegen „Obszönität“, der Formulierung „Einverständnis ist keine Verteidigung gegen einen Übergriff“ und des Rechts auf Versammlungsfreiheit tätig. Ein wichtiger Präzedenzfall wurde dank der Klage gegen B. Nitke wegen Unschicklichkeit in der Kommunikation geschaffen, der den bisherigen richterlichen Vorstellung von Obszönität das Internet betreffend aufhob.

### Kink Aware Professionals
Das Programm Kink Aware Professionals (KAP) ist eine Empfehlungsliste professioneller Therapeuten, Ärzte, Psychologen und anderer Berufe, die sich mit den Belangen und Schwierigkeiten der alternativen Sexualität auseinandersetzen und ihr nicht ablehnend gegenüberstehen. NCSF bemüht sich um die Rekrutierung weiterer KAP-Mitglieder aus den Bereichen Rechtswesen, Medizin und Psychotherapie.

### Aufklärungsprogramm
Das Education Outreach Program (EOP – Aufklärungsprogramm) wird von der 21st Century Relationships, der Stiftung der NCSF, gefördert und unterstützt das Recht einvernehmlicher erwachsener Menschen die Art und Struktur intimer Beziehungen zu wählen, die ihren emotionalen und menschlichen Bedürfnissen entsprechen. Das Programm selbst dient der Aufklärung der Gesetzeshüter und der Mitglieder der NCSF über die Risiken selektiver Gesetzesauslegung und wie man es vermeidet Ziel derselben zu werden. Maßnahmen sind beispielsweise Präsentationen zu Themen wie Reisen mit Sexspielzeug.

## Partnerschaften
Während der 1990er ist die NCSF einige Allianzen mit anderen Organisationen eingegangen, die ebenfalls das Recht der sexuellen Selbstverwirklichung verteidigen, darunter die American Civil Liberties Union, Free Speech Coalition, American Association of Sex Educators Councilors and Therapists, Society for the Scientific Study of Sexuality, National Gay and Lesbian Task Force, Gay and Lesbian Alliance Against Defamation und die Gay and Lesbian Activist Alliance.
Die NCSF hat insgesamt 54 Koalitionspartner, die den Vorstand wählen und die jährlichen Ziele der Organisation auf dem jährlich stattfindenden Koalitions Treffen festlegen. Diese Partner sind Gruppen und Unternehmen, die BDSMler, Swinger oder polyamor lebende Menschen unterstützen. Darüber hinaus hat die NCSF über 100 unterstützende Organisationen, Unternehmen und Gruppen, die die NCSF aktiv fördern, insgesamt sind einige zehntausend Menschen dadurch Mitglied der NCSF.